# Getting Better
Getting Better – piosenka zespołu The Beatles napisana przez Paula McCartneya, lecz za autorów uważa się duet Lennon/McCartney. Ukazała się w 1967 roku na albumie Sgt. Pepper’s Lonely Hearts Club Band.
Według Huntera Daviesa początkowy pomysł dla tytułu piosenki pochodził z frazy często mówionej przez Jimmy’ego Nicola, perkusisty grupy podczas tournée w 1964 roku.